# Kokkola
Kokkola (finnisch [ˈkɔkːɔlɑ]) oder Karleby (schwedisch ˈkɑːrlɛˌbyː, bis 1976 Gamlakarleby) ist eine Stadt an der Westküste Finnlands und Hauptstadt der Landschaft Mittelösterbotten. Kokkola hat 48.006 Einwohner (Stand 31. Dezember 2022), davon sind rund 84,0 % finnisch- und 12,6 % schwedischsprachig. Neben der eigentlichen Stadt, in der gut zwei Drittel der Bevölkerung leben, umfasst Kokkola ein ausgedehntes Gebiet von fast 1500 Quadratkilometern im Hinterland.

## Name
Der finnische Name Kokkola bedeutet „Lagerfeuerstelle“ oder „Ort der Adler“, da das finnische Stammwort kokko sowohl Lagerfeuer als auch Seeadler bedeuten kann und das Suffix -la den Ort bezeichnet. Bis zum 1. Januar 1977 war die Stadt unter dem schwedischen Namen Gamlakarleby bekannt; als die umliegenden Gebiete der Gemeinde Kaarlela (schwedisch Karleby) mit der Stadt Kokkola fusioniert wurden, übernahm die Stadt den schwedischen Namen Karleby. Das Wort gamla bedeutet „alt“, karl bedeutet „Mann“ oder „Bauer, Landwirt“ und by bedeutet „Dorf oder Kleinstadt“; so war die Bedeutung „Altes Bauerndorf“, im englischen „Old Peasantville“. Der lateinische Name war Carolina Vetus.

## Geschichte
Kokkola wurde 1620 von Gustav II. Adolf von Schweden als Hafenstadt am bottnischen Meerbusen gegründet. Im Jahre 1765 sorgte Anders Chydenius (1729–1803) dafür, dass die Stadt die Rechte zur Durchführung des Außenhandels erhielt, die sogenannten Stapelrechte, ohne Einmischen Stockholms. Daher gilt Chydenius, welcher für Demokratie, Gleichberechtigung und den Respekt der Menschenrechte kämpfte, auch als bedeutendster Bürger von Kokkola. Während des 18. Jahrhunderts war in Kokkola die große Zeit der Seefahrt und des Teerhandels. Dieser Teerhandel erklärt auch das Wappen der Stadt, ein Teerfass, aus dessen Enden und Spund drei Flammen emporsteigen. Im 19. Jahrhundert siedelten sich dann viele Industriebetriebe an, wodurch sich Kokkola zu einem bedeutenden Schul- und Ausbildungsort entwickelte.
1977 wurde die Gemeinde Kaarlela eingemeindet. Zum Jahresbeginn 2009 folgte die Eingemeindung von Lohtaja, Ullava und Kälviä.

## Geografie

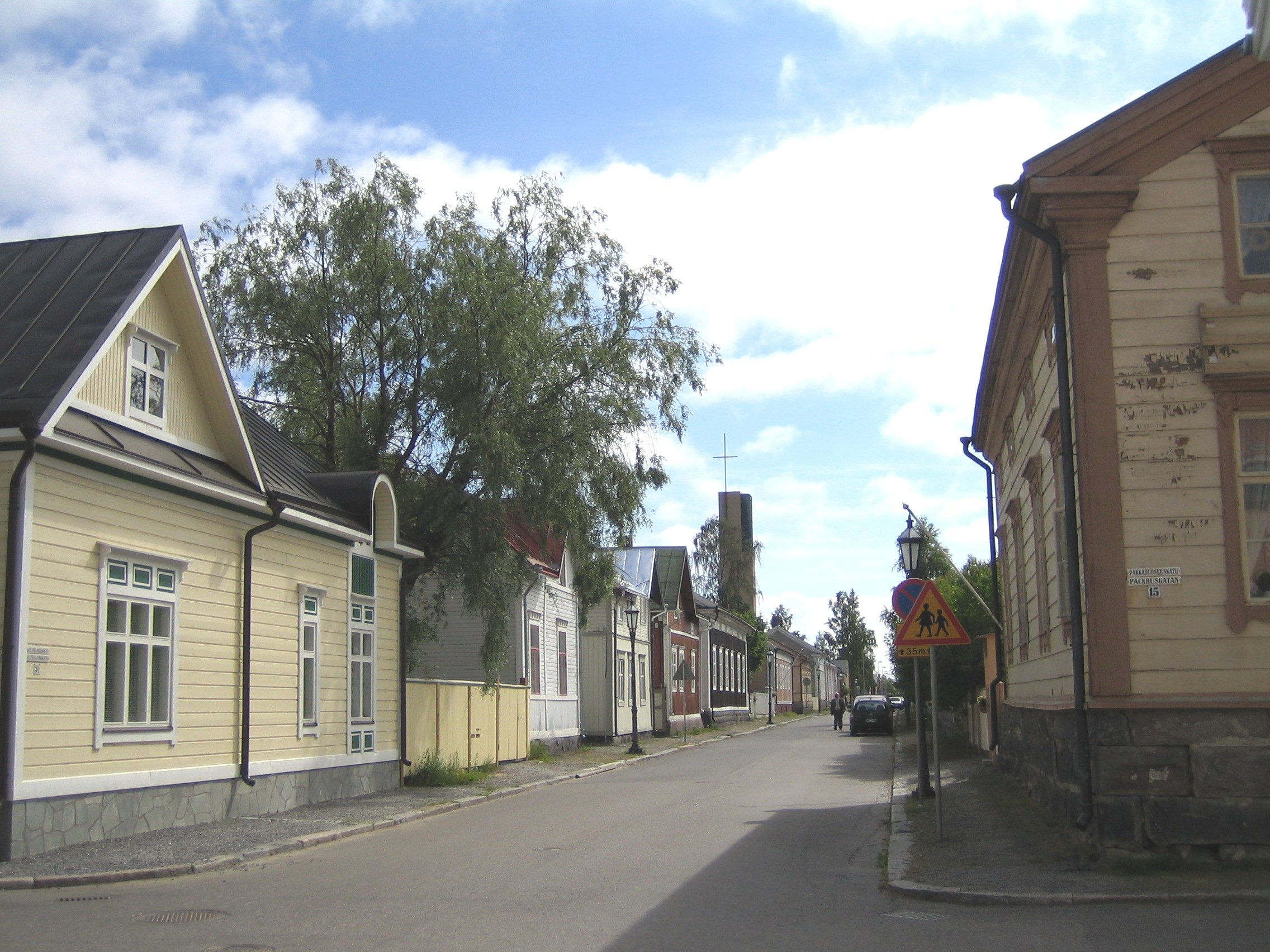
Holzhäuser im Stadtzentrum von Kokkola

Kokkola liegt in der westfinnischen Landschaft Mittelösterbotten an der Küste des Bottnischen Meerbusens, des nördlichen Teils der Ostsee. Die nächstgrößeren Städte sind Vaasa 121 km südwestlich und Oulu 198 km nordöstlich. Die Hauptstadt Helsinki liegt 483 km südlich, die Stadt Jakobstad befindet sich 36 km von Kokkola entfernt und Jyväskylä 242 km. Nachbarstädte und -gemeinden Kokkolas sind Kalajoki im Nordosten, Kannus und Toholampi im Osten, Halsua und Kaustinen im Südosten, Kronoby im Süden und Larsmo im Südwesten.
Außer der eigentlichen Kernstadt gehört zu Kokkola seit der Eingemeindung von drei Nachbargemeinden im Jahr 2009 ein ausgedehntes Gebiet im Hinterland. Insgesamt hat das administrative Stadtgebiet von Kokkola unter Ausschluss der Meeresgebiete eine Fläche von 1486 km². Damit ist Kokkola flächenmäßig etwa so groß wie London. Der größte Teil dieses Gebietes ist aber ländlich strukturiert.
Die Landschaft in der Gegend von Kokkola ist, wie für die Region Österbotten typisch, flach und wird von zahlreichen Flussläufen durchzogen. Der wichtigste Fluss ist der Perhonjoki, der nördlich der Kernstadt in den Bottnischen Meerbusen fließt. Der Küste von Kokkola vorgelagert ist ein reich gegliedertes Schärengebiet mit der Insel Öja. Durch die postglaziale Landhebung gewinnt Kokkola stetig an Landfläche hinzu. Derzeit hebt sich die Küste um rund acht Millimeter pro Jahr.

## Bevölkerung
Zum Jahreswechsel 2017/2018 betrug die Einwohnerzahl Kokkolas 47.723.
Kokkola markiert das nördliche Ende des finnlandschwedischen Siedlungsgebiets an der Westküste Finnlands. Von den Einwohnern der Stadt sprechen 84,0 % Finnisch und 12,6 % Schwedisch als Muttersprache. Die restlichen 3,4 % der Bevölkerung sprechen Estnisch, Russisch oder eine andere Muttersprache. Somit ist Kokkola offiziell zweisprachig mit Finnisch als Mehrheits- und Schwedisch als Minderheitssprache. Die rund 6000 schwedischsprachigen Einwohner Kokkolas sind ungleichmäßig über das Stadtgebiet verteilt: Während die Kernstadt zweisprachig ist, wird in den Dörfern in der direkten Umgebung mehrheitlich Schwedisch gesprochen. Die weiter östlich gelegenen ländlichen Gebiete, die 2009 eingemeindet wurden, sind hingegen rein finnischsprachig. Straßenschilder sowie Schilder des täglichen Bedarfs sind immer zweisprachig ausgeschrieben. Beamte der Stadt, besonders sofern sie im Rathaus tätig sind, müssen über Sprachkenntnisse der finnischen sowie der schwedischen Sprache verfügen.

## Bildungseinrichtungen
In Kokkola befinden sich mehrere Kindergärten, 25 finnischsprachige und acht schwedischsprachige Schulen. Außerdem hat die Stadt drei Sekundarschulen für finnischsprachige Schüler sowie eine für schwedischsprachige. Einige Schulen bieten auch duale Berufsausbildungen an. Das Chydenius-Institut von Kokkola (Chydenius Yliopistokeskus Kokkola) oder auch Kokkola Universitätskonsortium Chydenius ist die größte Unterrichts- und Forschungsinstitution der Stadt; es arbeitet unter der Leitung der Universitäten von Jyväskylä, Vaasa und Oulu. Der Schwerpunkt dieser Einrichtung liegt in der Erwachsenenbildung. Sie bietet finnischen und ausländischen Studenten die Möglichkeit der speziellen Weiterausbildung in den Bereichen Sozialwissenschaften, Informatik, Angewandte Chemie, Betriebswirtschaftslehre, Gesundheitswissenschaften und Bildungswesen.
Die Kinder der schwedischsprachigen Bevölkerung gehen meist auf das Karleby svenska gymnasium. In dieser Einrichtung findet alle zwei Jahre ein Schüleraustausch mit dem Robert-Stock-Gymnasium in Hagenow statt. Dieser Austausch dient der Vertiefung der interkulturellen Beziehungen und der Verbesserung der Deutschkenntnisse der Finnen, bietet aber auch den deutschen Schülern die Möglichkeit, ein wenig Finnisch zu lernen. Die Schüler lernen das jeweilige Land durch ein zweiwöchiges Praktikum und das Leben in Gastfamilien kennen. Außerdem können finnische Kinder in einem englischen Kindergarten zweisprachig aufwachsen und ihre Sprachkenntnisse auf der angrenzenden englischen Grundschule vertiefen.
Die Stadtbibliothek von Kokkola bietet eine gute Auswahl an Fachliteratur in Finnisch, Schwedisch und einer Vielzahl anderer Sprachen.

## Wirtschaft und Infrastruktur
Die Düngemittelindustrie, die Leder- und Pelzverarbeitung, der Maschinenbau, die Kunststoffindustrie und der Bootsbau besitzen in Kokkola eine große wirtschaftliche Bedeutung. So hat sich ca. 60 % der finnischen Bootsbauindustrie in der Umgebung von Kokkola konzentriert. Außerdem haben sich viele Betriebe der Metall- und Chemieindustrie in der Stadt angesiedelt, die vor allem den Export stärken.
Freeport (bis 2013 OM Group) raffiniert rund 10 % der weltweiten Kobalt-Förderung.
Die größten Arbeitgeber sind:
- die Stadt Kokkola (ungefähr 2300 Angestellte)
- das Stadtkrankenhaus von Kokkola (Soite) (ungefähr 2500)
- Boliden Kokkola Oy (ungefähr 500)
- Freeport Cobalt Oy (ungefähr 420)
- KPO, Einzelhandel (ungefähr 400)
- Halpa-Halli, Einzelhandel (ungefähr 300)
- CABB (ungefähr 200)

### Verkehr

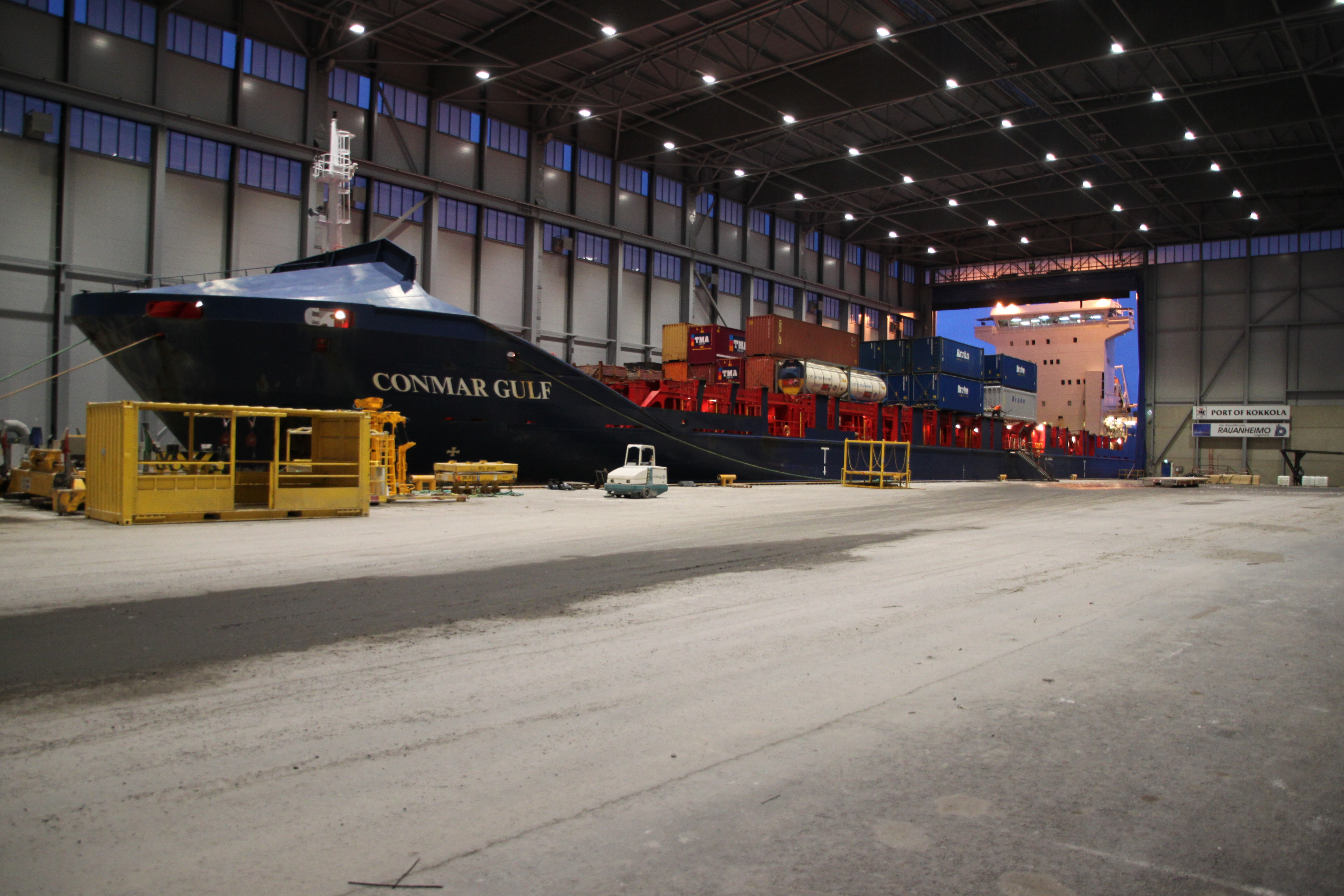
Containerschiff im All-Weather-Terminal

Durch Kokkola führt die Hauptverkehrsstrecke Nord-Süd der finnischen Eisenbahn. Außerdem kreuzen sich drei Hauptstraßen in Kokkola: die VT 8 (Oulu – Turku), VT 13 (Kokkola – Jyväskylä – Lappeenranta) und VT 28 (Kokkola – Kajaani). Der in Kokkola gelegene Hafen ist einer der bedeutendsten am finnischen Meerbusen. Er ist wichtig für die lokale Industrie sowie für Nord-, Zentral- und Ostfinnland und das Nachbarland Russland. Die Länge seiner Docks beträgt 2270 m. Kokkola verfügt als einziger Hafen in Nordeuropa über ein "All-Weather-Terminal" (AWT), in dem Schiffe bis 122 m Länge in einer überdachten Halle be- und entladen werden können.

## Politik

### Verwaltung

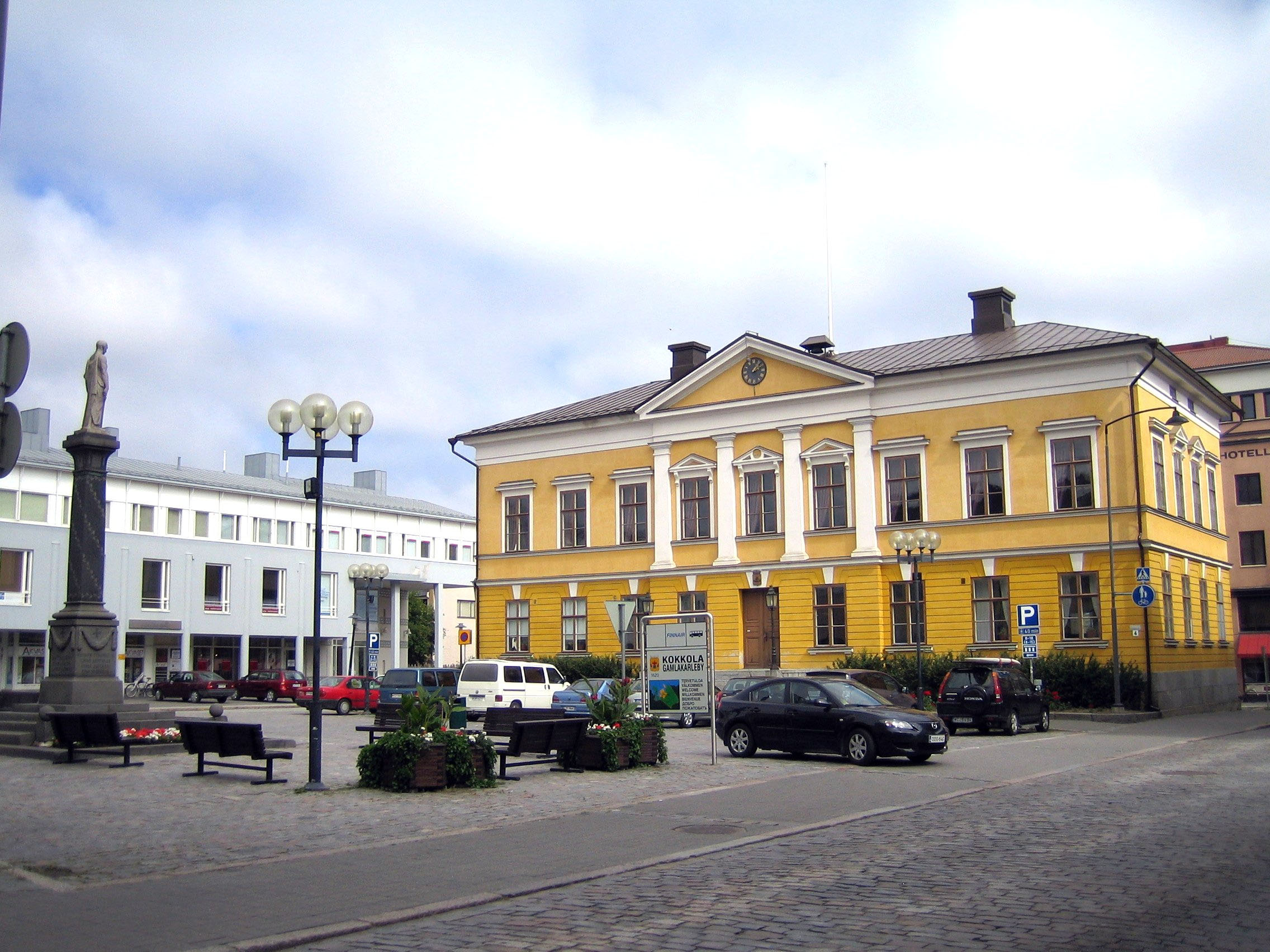
Das alte Rathaus von Kokkola

Die stärkste Fraktion im Stadtrat von Kokkola, der höchsten Entscheidungsinstanz in lokalen Angelegenheiten, stellt die Zentrumspartei dar, die 12 von 43 Abgeordneten stellt.
Die zweitgrößte Fraktion sind die Sozialdemokraten mit acht Abgeordneten. Die Sammlungspartei nimmt, von der Anzahl seiner 5 gestellten Abgeordneten, Platz 3 ein, gefolgt von der Schwedischen Volkspartei, auf die 5 Sitze entfallen. Diese Partei stellt die traditionelle Interessenvertretung der Finnlandschweden dar. Die Christdemokraten sind mit 5 Sitzen im Stadtrat vergleichsweise stark vertreten. Weiterhin im Stadtrat vertreten sind das Linksbündnis mit 3, die Wahren Finnen mit einer Anzahl von 3 und der Grüne Bund mit 2 Abgeordneten.
Die Stadtdirektorin von Kokkola seit 2016 ist Stina Mattila.

### Stadtrat
| Partei                  | Wahlergebnis | Sitze |
| ----------------------- | ------------ | ----- |
| Zentrumspartei          | 27,6 %       | 12    |
| Sozialdemokraten        | 18,7 %       | 10    |
| Sammlungspartei         | 11,2 %       | 5     |
| Schwedische Volkspartei | 11,4 %       | 5     |
| Christdemokraten        | 18,8 %       | 5     |
| Wahre Finnen            | 7,2 %        | 3     |
| Linksbündnis            | 6,9 %        | 3     |
| Grüner Bund             | 5,9 %        | 2     |

### Wappen
Beschreibung: In Gold ein liegendes Fass mit drei Flammen; auf den Schild eine Freiherrenkrone.

## Kultur und Sehenswürdigkeiten
Kokkola bietet ein gutes Kulturangebot. Es zeichnet sich vor allem durch Rock, Jazz und klassische Musik aus. Außerdem gibt es ein großes Theaterangebot in finnischer und schwedischer Sprache. Das vom Dirigenten Juha Kangas gegründete Ostrobothnische Kammerorchester ist gleichermaßen in Finnland wie auch außerhalb des Landes beliebt und ist mit 82 Performances, 70 davon in Kokkola und mehr als 17.470 Zuhörern im Jahr 2012, davon 13.034 in Kokkola, eines der meistgehörten Orchester Finnlands. Im Herbst 2013 begann als künstlerischer Leiter des Orchesters Dirigent Sakari Oramo.

### Bauwerke
Im Jahr 1805 gab es einen großen Brand in Kokkola, bei dem das erste Rathaus der Stadt abbrannte. Das zweite Rathaus wurde von russischen Soldaten geplündert. Anschließend wurde es wegen seines schlechten Allgemeinzustandes und des Platzmangels abgerissen. Schließlich entstand im Jahr 1841 das dritte Rathaus nach einem Entwurf von Carl Ludwig Engel; es ist heute immer noch auf dem Mannerheimplatz zu besichtigen.
Sehenswert ist auch das alte Schulgebäude aus dem Jahr 1696, in dem ein historisches Museum untergebracht ist. Es ist das einzige erhaltene profane Holzhaus Finnlands und eines der ältesten Holzhäuser Skandinaviens.
Nebenan steht ein kleineres Haus, das Haus von Lassander, das im Jahr 1748 erbaut wurde. Darin kann der Besucher sehen, wie eine Handelsfamilie Anfang des 18. Jahrhunderts in Kokkola lebte.
Im gleichen Hof, wo das alte Schulgebäude und das Haus von Lassander stehen, gibt es ein weiteres sehenswertes Haus, das K.-H.-Renlunds-Museum. Das Haus wurde 1818 erbaut und beherbergt wechselnde Kunstausstellungen.
Auf dem Katarinaplatz (Katariinantori) in Kokkola sind auch mehrere Sehenswürdigkeiten zu besichtigen. Darunter ist das Stadttheater, das im Jahr 1927 erbaut wurde, ein alter Wasserturm und eine Tankstelle aus dem Jahr 1931, an deren Aussehen seit der Errichtung nichts verändert wurde. Sie ist somit die älteste Tankstelle Finnlands. Außerdem ist auf dem Platz die Skulptur Die Seehunde von Karl G. Nylund aus dem Jahr 1970 zu sehen.
In der Altstadt Neristan steht schon seit Jahrhunderten eine Vielzahl an bunten Holzhäusern, welche sowohl als Wohngebiet als auch als Sehenswürdigkeit dienen. Die belebte Gegend bietet einige schöne Restaurants, Cafés, Unterkünfte und Boutiquen. Durch diesen historischen Stadtkern fließt der Stadtkanal Suntti, an dem es im Sommer jeden Abend ein Wasserorgelspiel gibt.
Weiterhin sehenswert ist die Leuchtturminsel Tankar, welche etwa 18 km nordwestlich von Kokkola in den Schären liegt. Auf dieser Insel gibt es neben dem Leuchtturm selbst eine Fischerkapelle, das Robbenjagdmuseum, Naturpfade, das Sommerrestaurant und viele Übernachtungsmöglichkeiten. Die Insel ist leicht mit der m/s Jenny von Kokkola aus zu erreichen.
In Kaarlela befindet sich eine mittelalterliche Steinkirche (Kirche von Kaarlela) aus dem frühen 16. Jahrhundert, welche von zwei evangelisch-lutherischen Kirchengemeinden genutzt wird. Sie dient sowohl finnischsprachigen als auch schwedischsprachigen Gemeindemitgliedern.

### Parks
Der Chydenius-Park besteht seit dem Jahr 1860 und wurde dem Pfarrer und Politiker Anders Chydenius gewidmet. Von diesem ist ebenfalls seit 1903 eine Statue in dem Park zu besichtigen, die von Valter Runeberg entworfen wurde. Der Park war anfangs als Nya Park (deutsch: Neuer Park), Kärlekens lund (deutsch: Liebeshain) oder auch Östra Parken (deutsch: Östlicher Park) bekannt.
Der Länsipuisto (deutsch: Westlicher Park) ist ein Gegenstück des Chydenius-Parks; er wurde im Jahr 1860 angelegt. Darin steht das Monument Sturzwelle, das 1973 von Karl G. Nylund entworfen wurde und an Einar Cederberg erinnern soll.

### Sport
Aus Kokkola stammt der Eishockeyverein Hermes, der in der dritthöchsten finnischen Liga (Suomi-sarja) spielt. Außerdem kommen aus der Stadt die Fußballvereine Kokkolan Palloveikot (KPV), der in der zweithöchsten finnischen Liga (Ykkönen) spielt, und Gamlakarleby BK, der in der dritthöchstenen finnischen Liga (Kakkonen) aktiv ist. Des Weiteren ist Kokkola auch beim Volleyball mit dem Team Kokkolan Tiikerit vertreten, welches in der höchsten finnischen Volleyball-Liga für Männer (Lentopallon Mestaruusliiga) spielt.

### Regelmäßige Veranstaltungen
Jedes Jahr am letzten Wochenende im August werden die Kokkolan Venetsialaiset (Venezianische Nächte) und damit das Ende der Sommerhausperiode gefeiert. Zu dieser Zeit werden Raketen abgefeuert und Lichter schmücken die Strände. Als Rahmenprogramm gibt es Veranstaltungen, wie Theater, Konzerte und Erntefest.

## Persönlichkeiten

### Söhne und Töchter
- Hendrik Jakob Wikar (1752–unbekannt), Entdeckungsreisender im südlichen Afrika
- Otto Donner (Linguist) (1835–1909), Linguist und Politiker
- Birger Slotte (1900–1983), Yachtkonstrukteur und Schiffbauingenieur
- Mikko E. Juva (1918–2004), Historiker, Theologe und Politiker
- Bruno Åvik (* 1940), schwedischer Skilangläufer
- Bjarne Kallis (* 1945), Politiker
- Marjaleena Lembcke (* 1945), Schriftstellerin
- Markku Salminen (1946–2004), Orientierungs- und Langstreckenläufer
- Mika Mylläri (* 1966), Jazztrompeter
- Juha Ahokas (* 1969), Ringer
- Pia Sundstedt (* 1975), Mountainbikerin, Skilangläuferin und Radrennfahrerin
- Jutta Urpilainen (* 1975), Politikerin, ex-Ministerin
- Tuomas Uusimäki (* 1977), Fußballspieler
- Teemu Aalto (* 1978), Eishockeyspieler
- Miika Koppinen (* 1978), Fußballspieler
- Jarkko Lahti (* 1978), Schauspieler
- Eerikki Koivu (* 1979), Eishockeyspieler
- Juho Kuosmanen (* 1979), Filmemacher
- Lina Lehtovaara (* 1981), Fußballschiedsrichterin
- Henri Myntti (* 1982), Fußballspieler
- Tuomo Puumala (* 1982), Politiker
- Olga Ahtinen (* 1997), Fußballspielerin

### In Kokkola gestorben
- Anders Chydenius (1729–1803), Pfarrer, Politiker, Ökonom und Philosoph
- Jackson Haines (1840–1876), Ballettmeister und Eiskunstläufer
- Viljami Kalliokoski (1894–1978), Politiker
- Mika Myllylä (1969–2011), Skilangläufer

## Städtepartnerschaften
Kokkola unterhält Städtepartnerschaften mit den folgenden Städten:
- Fitchburg (Vereinigte Staaten)
- Fredericia (Dänemark)
- Fushun (Volksrepublik China)
- Hatvan (Ungarn)
- Boldog (Ungarn)
- Härnösand (Schweden)
- Kristiansund (Norwegen)
- Marijampolė (Litauen)
- Mörbylånga (Schweden)
- Ratingen (Deutschland)
- Greater Sudbury (Kanada)
- Ullånger (Schweden)
- Averøy (Norwegen)
- Järva-Jaani (Estland)
- Ambla (Estland)